# Liste der Baudenkmäler in Polling (bei Mühldorf am Inn)
Auf dieser Seite sind die Baudenkmäler in der oberbayerischen Gemeinde Polling zusammengestellt. Diese Tabelle ist eine Teilliste der Liste der Baudenkmäler in Bayern. Grundlage ist die Bayerische Denkmalliste, die auf Basis des Bayerischen Denkmalschutzgesetzes vom 1. Oktober 1973 erstmals erstellt wurde und seither durch das Bayerische Landesamt für Denkmalpflege geführt wird. Die folgenden Angaben ersetzen nicht die rechtsverbindliche Auskunft der Denkmalschutzbehörde.

## Baudenkmäler nach Ortsteilen

### Polling
| Lage                            | Objekt                                       | Beschreibung | Akten-Nr.    | Bild           |
| ------------------------------- | -------------------------------------------- | --- | ------------ | -------------- |
| Hirschbachstraße 1 (Standort)   | Wohnstallhaus                                | zweigeschossiger Satteldachbau, am Wirtschaftsteil mit Bundwerk, bezeichnet mit dem Jahr 1838.                                                 | D-1-83-136-1 | Wohnstallhaus  |
| Hirschbachstraße 7 (Standort)   | Wohnstallhaus                                | zweigeschossig, mit befenstertem Kniestock, Satteldach und reich stuckierten Fenster- und Türumrahmungen, bezeichnet mit dem Jahr 1901.        | D-1-83-136-2 | Wohnstallhaus  |
| Kirchenplatz 1 (Standort)       | Katholische Kuratiekirche Mariä Heimsuchung  | spätgotische einschiffige Anlage des 15. Jahrhunderts, barockisiert durch Franz Alois Mayr, 1758, 1908 nach Westen erweitert; mit Ausstattung. | D-1-83-136-3 | weitere Bilder |
| Mühldorfer Straße 3 (Standort)  | Hütte eines Vierseithofes                    | mit Bundwerkobergeschoss, noch 18. Jahrhundert.                                                                                                | D-1-83-136-4 | BW             |
| Mühldorfer Straße 10 (Standort) | Wohnstallhaus eines ehemaligen Vierseithofes | zweigeschossiger Satteldachbau mit farbiger Putzverzierung, profilierten Balkenköpfen und bemaltem Gitterbundwerk über dem Stall, um 1840.     | D-1-83-136-5 | BW             |

### Annabrunn
| Lage                                                             | Objekt                                                   | Beschreibung | Akten-Nr.      | Bild                    |
| ---------------------------------------------------------------- | -------------------------------------------------------- | --- | -------------- | ----------------------- |
| bei Annabrunn (Standort)                                         | Grenzstein Nr. 21 (Süd)                                  | des ehemaligen Burgfriedens der Stadt Mühldorf am Inn, gesetzt 1664/65 (teilweise im Gebiet der Stadt Mühldorf) | D-1-83-128-258 | BW                      |
| Nähe Annabrunn (nahe dem Haus Tegernau 9 in Mühldorf) (Standort) | Grenzstein Nr. 18 (Süd)                                  | des ehemaligen Burgfriedens der Stadt Mühldorf am Inn, gesetzt 1664/65 (teilweise im Gebiet der Stadt Mühldorf) | D-1-83-128-257 | Grenzstein Nr. 18 (Süd) |
| Nähe Annabrunn (Standort)                                        | Grenzstein Nr. 19 (Süd)                                  | des ehemaligen Burgfriedens der Stadt Mühldorf am Inn, gesetzt 1664/65 (teilweise im Gebiet der Stadt Mühldorf) | D-1-83-136-67  | Grenzstein Nr. 19 (Süd) |
| Nähe Annabrunn (Standort)                                        | Grenzstein Nr. 20 (Süd)                                  | des ehemaligen Burgfriedens der Stadt Mühldorf am Inn, gesetzt 1664/65 (teilweise im Gebiet der Stadt Mühldorf) | D-1-83-136-68  | Grenzstein Nr. 20 (Süd) |
| St.-Anna-Straße 24 (Standort)                                    | Katholische Filial- und Wallfahrtskirche Hl. Mutter Anna | Saalkirche mit Giebelreiter, erbaut 1629, im Rokoko-Stil um 1757/59 ausgestaltet; mit Ausstattung.              | D-1-83-136-6   | weitere Bilder          |
| Weidmooswiesen (Standort)                                        | Grenzstein Nr. 17 (Süd)                                  | des ehemaligen Burgfriedens der Stadt Mühldorf am Inn, gesetzt 1664/65 (teilweise im Gebiet der Stadt Mühldorf) | D-1-83-128-256 | BW                      |

### Bergham
| Lage                 | Objekt                       | Beschreibung | Akten-Nr.     | Bild |
| -------------------- | ---------------------------- | --- | ------------- | ---- |
| Bergham 1 (Standort) | Getreidekasten               | zweigeschossiger Blockbau, bezeichnet mit dem Jahr 1689, Überbau spätes 18. Jahrhundert, 2001 transferiert aus Forsting, Gde Polling.          | D-1-83-136-69 | BW   |
| Bergham 2 (Standort) | Wohnstallhaus                | nach Haager Querhaustyp, zweigeschossiger gemauerter Satteldachbau, mit Stallgewölbe, im Kern 18. Jahrhundert, Dach und Zierputzfassaden 1854. | D-1-83-136-61 | BW   |
| Bergham 5 (Standort) | Katholische Kirche Hl. Kreuz | einschiffiger Bau mit Westturm und Rechteckchor, im Kern frühgotisch, 14. Jahrhundert, Barockisierung um 1730; mit Ausstattung.                | D-1-83-136-10 | BW   |

### Ehring
| Lage                             | Objekt                   | Beschreibung | Akten-Nr.     | Bild                     |
| -------------------------------- | ------------------------ | --- | ------------- | ------------------------ |
| Altöttinger Straße 2 (Standort)  | Wohnstallhaus            | Obergeschoss in Blockbauweise mit Bundwerkgiebel, mit Außentreppe und flach geneigtem Satteldach, um 1800.                                   | D-1-83-136-15 | BW                       |
| Altöttinger Straße 4 (Standort)  | Wohnstallhaus            | mit hohem Blockbau-Kniestock, Blockbaugiebel und flach geneigtem Satteldach, im Kern von 1593, erneuert 1839, Erdgeschoss 2003 neu gemauert. | D-1-83-136-16 | BW                       |
| Altöttinger Straße 16 (Standort) | Stadel des Dreiseithofes | zweitennig, mit gemauerter Ostseite und großen Andreaskreuzen im Bundwerk, erste Hälfte 19. Jahrhundert.                                     | D-1-83-136-17 | Stadel des Dreiseithofes |

### Grünbach
| Lage                            | Objekt                                | Beschreibung | Akten-Nr.     | Bild           |
| ------------------------------- | ------------------------------------- | --- | ------------- | -------------- |
| Pollinger Feld (Standort)       | Bildstock                             | gemauert mit schmiedeeisernem Gitter, erstes Viertel 19. Jahrhundert; am nördlichen Ortsrand.                                                                                      | D-1-83-136-25 | BW             |
| St.-Rupert-Straße 16 (Standort) | Katholische Filialkirche St. Leonhard | einschiffiger Saalbau mit Westturm, Chor mit Wandpfeilergliederung, im Kern spätgotisch, 15. Jahrhundert, Barockisierungen 1737 und durch Franz Alois Mayr, 1759; mit Ausstattung. | D-1-83-136-22 | weitere Bilder |
| Wollwiesen (Standort)           | Bundwerkstadel                        | mit gemauertem Erdgeschoss und Blockbau-Obergeschoss zwischen den beiden Tennentoren, erste Hälfte 19. Jahrhundert; südlich der Hofstelle auf freiem Feld.                         | D-1-83-136-23 | BW             |

### Moos
| Lage                           | Objekt                                   | Beschreibung | Akten-Nr.      | Bild                   |
| ------------------------------ | ---------------------------------------- | --- | -------------- | ---------------------- |
| Galgenmooswiesen (Standort)    | Grenzstein Nr. 7 (Süd)                   | des ehemaligen Burgfriedens der Stadt Mühldorf am Inn, gesetzt 1664/65 (teilweise im Gebiet der Stadt Mühldorf) | D-1-83-136-64  | BW                     |
| Moosschneiderweg 14 (Standort) | Blockbau-Obergeschoss eines Bauernhauses | bezeichnet mit dem Jahr 1806, mit zwei Balusterlauben, reichen Zierdetails und Bemalungen, aus Sandtal, Gde. Handenberg bei Neukirchen a. d. Enknach im Innkreis (Oberösterreich) transferiert und 1993–95 unter Verwendung historischer Ausbaudetails wiedererrichtet über neu gemauertem, der ursprünglichen Grundrissstruktur nachgebildetem Erdgeschoss; sog. Zuhaus, Blockbau-Obergeschoss, wohl zweite Hälfte 18. Jahrhundert, 1997 aus Thomasbach (Gde. Erlbach, Lkr. Altötting) übernommen und 2000/2001 wiedererrichtet, Erdgeschoss in Sichtziegelmauerwerk und traufseitiger Schupfen nachgebildet; zweigeschossiger Getreidekasten mit reichen Zierformen und Bemalung, bezeichnet mit dem Jahr 1565, aus Taufkirchen (Lkr. Mühldorf am Inn) 1999/2000 transferiert. | D-1-83-136-62  | BW                     |
| Nähe Lohmühle (Standort)       | Grenzstein Nr. 4 (Süd)                   | des ehemaligen Burgfriedens der Stadt Mühldorf am Inn, gesetzt 1664/65 (teilweise im Gebiet der Stadt Mühldorf) | D-1-83-128-247 | Grenzstein Nr. 4 (Süd) |
| Pollinger Wiesen (Standort)    | Grenzstein Nr. 5 (Süd)                   | des ehemaligen Burgfriedens der Stadt Mühldorf am Inn, gesetzt 1664/65 (teilweise im Gebiet der Stadt Mühldorf) | D-1-83-136-63  | Grenzstein Nr. 5 (Süd) |
| Pollinger Wiesen (Standort)    | Grenzstein Nr. 6 (Süd)                   | des ehemaligen Burgfriedens der Stadt Mühldorf am Inn, gesetzt 1664/65 (teilweise im Gebiet der Stadt Mühldorf) | D-1-83-128-248 | Grenzstein Nr. 6 (Süd) |

### Münchberg
| Lage                   | Objekt                            | Beschreibung | Akten-Nr.     | Bild |
| ---------------------- | --------------------------------- | --- | ------------- | ---- |
| Münchberg 2 (Standort) | Stadel eines Vierseithofes        | mit Gitterbundwerk, Mitte 19. Jahrhundert, umgebaut 1984.                                                                                              | D-1-83-136-38 | BW   |
| Münchberg 3 (Standort) | Wohnstallhaus eines Dreiseithofes | zweigeschossiger Satteldachbau, am Bundwerk des Wirtschaftsteiles bezeichnet mit dem Jahr 1848; quer dazu kleiner Bohlen-Bundwerkstadel, gleichzeitig. | D-1-83-136-39 | BW   |
| Münchberg 4 (Standort) | Blockbau-Getreidekasten           | freistehend, zweigeschossig, wohl noch 16. Jahrhundert.                                                                                                | D-1-83-136-40 | BW   |

### Oberflossing
| Lage                            | Objekt                                                       | Beschreibung | Akten-Nr.     | Bild           |
| ------------------------------- | ------------------------------------------------------------ | --- | ------------- | -------------- |
| Annabrunner Straße 3 (Standort) | Schulhaus                                                    | zweiflügeliger zweigeschossiger Tuffsteinbau, verputzt, bezeichnet mit dem Jahr 1853; neuzeitlich profilgleich nach Westen erweitert.                                                                                               | D-1-83-136-42 | BW             |
| Annabrunner Straße 4 (Standort) | Gitterbundwerk am Wirtschaftsteil des Wohnstallhauses        | gegen Mitte 19. Jahrhundert; östlicher Stallstadel mit Bohlen-Bundwerk im Obergeschoss, gleichzeitig. | D-1-83-136-43 | BW             |
| Annabrunner Straße 6 (Standort) | Katholische Pfarrkirche St. Johannes d. Täufer               | barocke Saalkirche mit Wandpfeilern, von Dominikus Glasl, 1707–11, Überformung des Innenraums 1771/72; mit Ausstattung; Friedhofskapelle (Seelenkapelle), südlich am Kirchturm angebaut, von Marx Weidinger, 1749; mit Ausstattung. | D-1-83-136-44 | weitere Bilder |
| Annabrunner Straße 8 (Standort) | Ehemaliger Stadel der Pfarrökonomie, heute Pfarrgemeindehaus | mit Bruchstein- und Ziegelmauerwerk, Obergeschoss teilweise mit Bundwerkkonstruktion, bezeichnet mit dem Jahr 1840. | D-1-83-136-45 | BW             |
| Kraiburger Straße 19 (Standort) | Einfirsthof                                                  | stattlicher zweigeschossiger Mitterstallbau, mit reichem Bundwerk am Wirtschaftsteil, Mitte 19. Jahrhundert. | D-1-83-136-47 | BW             |

### Seeor
| Lage                           | Objekt                  | Beschreibung | Akten-Nr.      | Bild                    |
| ------------------------------ | ----------------------- | --- | -------------- | ----------------------- |
| Seeor (Standort)               | Grenzstein Nr. 8 (Süd)  | des ehemaligen Burgfriedens der Stadt Mühldorf am Inn, gesetzt 1664/65 (teilweise im Gebiet der Stadt Mühldorf)                                    | D-1-83-128-249 | Grenzstein Nr. 8 (Süd)  |
| Seeor (Standort)               | Grenzstein Nr. 9 (Süd)  | des ehemaligen Burgfriedens der Stadt Mühldorf am Inn, gesetzt 1664/65 (teilweise im Gebiet der Stadt Mühldorf)                                    | D-1-83-128-250 | Grenzstein Nr. 9 (Süd)  |
| Seeor (Standort)               | Grenzstein Nr. 10 (Süd) | des ehemaligen Burgfriedens der Stadt Mühldorf am Inn, gesetzt 1664/65; nicht mehr am originalen Standort (teilweise im Gebiet der Stadt Mühldorf) | D-1-83-136-65  | Grenzstein Nr. 10 (Süd) |
| Frauendorfer Straße (Standort) | Grenzstein Nr. 11 (Süd) | des ehemaligen Burgfriedens der Stadt Mühldorf am Inn, gesetzt 1664/65 (teilweise im Gebiet der Stadt Mühldorf)                                    | D-1-83-128-251 | BW                      |
| Weidmooswiesen (Standort)      | Grenzstein Nr. 12 (Süd) | des ehemaligen Burgfriedens der Stadt Mühldorf am Inn, gesetzt 1664/65 (teilweise im Gebiet der Stadt Mühldorf)                                    | D-1-83-128-252 | BW                      |
| Weidmooswiesen (Standort)      | Grenzstein Nr. 13 (Süd) | des ehemaligen Burgfriedens der Stadt Mühldorf am Inn, gesetzt 1664/65 (teilweise im Gebiet der Stadt Mühldorf)                                    | D-1-83-128-253 | BW                      |
| Weidmooswiesen (Standort)      | Grenzstein Nr. 14 (Süd) | des ehemaligen Burgfriedens der Stadt Mühldorf am Inn, gesetzt 1664/65 (teilweise im Gebiet der Stadt Mühldorf)                                    | D-1-83-136-66  | Grenzstein Nr. 14 (Süd) |

### Weitere Ortsteile
| Lage                                     | Objekt                                        | Beschreibung | Akten-Nr.      | Bild                    |
| ---------------------------------------- | --------------------------------------------- | --- | -------------- | ----------------------- |
| Asthal 1 (Standort)                      | Wohnstallhaus des Vierseithofes               | zweigeschossiger Putzbau mit Flachsatteldach und Bundwerk am Wirtschaftsteil, bezeichnet mit dem Jahr 1844; Bundwerkstadel, eintennig, etwa gleichzeitig.                                             | D-1-83-136-7   | BW                      |
| Dietlham 2 (Standort)                    | Stallstadel eines Vierseithofes               | mit Bundwerkoberteil, von 1849. | D-1-83-136-12  | BW                      |
| Ecking 1 (Standort)                      | Hofkapelle                                    | Satteldachbau mit Putzgliederung, Ende 19. Jahrhundert; mit Ausstattung. | D-1-83-136-14  | BW                      |
| Forsting 17 (Standort)                   | Ehemaliges Kleinbauernhaus                    | zweigeschossiger Blockbau mit Fensterluken, noch 16. Jahrhundert. | D-1-83-136-70  | BW                      |
| Forsting 35 (Standort)                   | Wohnstallhaus                                 | zweigeschossig mit Gitterbundwerk am Wirtschaftsteil, um 1840; zugehörig freistehender, zweigeschossiger Getreidekasten, bezeichnet mit dem Jahr 1689.                                                | D-1-83-136-19  | BW                      |
| Gießen bei Gießen (Standort)             | Grenzstein Nr. 15 (Süd)                       | des ehemaligen Burgfriedens der Stadt Mühldorf am Inn, gesetzt 1664/65 (teilweise im Gebiet der Stadt Mühldorf)                                                                                       | D-1-83-128-254 | Grenzstein Nr. 15 (Süd) |
| Gießen bei Gießen (Standort)             | Grenzstein Nr. 16 (Süd)                       | des ehemaligen Burgfriedens der Stadt Mühldorf am Inn, gesetzt 1664/65 (teilweise im Gebiet der Stadt Mühldorf)                                                                                       | D-1-83-128-255 | Grenzstein Nr. 16 (Süd) |
| Gröben (Standort)                        | Wegkapelle                                    | Putzbau mit Pilastergliederung und Vorschussgiebel, am Gitter bezeichnet mit dem Jahr 1819. | D-1-83-136-21  | BW                      |
| Gweng 5 (Standort)                       | Bildstock                                     | gemauert, am Gitter bezeichnet mit dem Jahr 1815; bei Haus Nr. 5. | D-1-83-136-28  | BW                      |
| Hechenberg 1 (Standort)                  | Wohnstallhaus eines Vierseithofes             | zweigeschossiger Massivbau mit Putzgliederung, am Wirtschaftsteil Gitterbundwerk, bezeichnet mit dem Jahr 1848.                                                                                       | D-1-83-136-30  | BW                      |
| Heisting (Standort)                      | Stallstadel                                   | Erdgeschoss mit böhmischen Kappengewölben und Toreinfahrt, Obergeschoss mit Bundwerkteil, Mitte 19. Jahrhundert.                                                                                      | D-1-83-136-31  | BW                      |
| Klugham 3 (Standort)                     | Hakenhof; Wohnstallhaus                       | zweigeschossiger Massivbau mit Kniestock, am Wirtschaftsteil Bundwerk, bezeichnet mit dem Jahr 1856; Remise mit Bundwerk-Obergeschoss und Bohlenwand, erste Hälfte 19. Jahrhundert.                   | D-1-83-136-33  | BW                      |
| Klugham 4 (Standort)                     | Bildstock                                     | Steinpfeiler mit Laterne, 18./19. Jahrhundert; am westlichen Ortsrand. | D-1-83-136-35  | BW                      |
| Monham 7 (Standort)                      | Kleinbauernhof                                | im Obergeschoss des Wohnteils an zwei Seiten Holzblockwände, wohl 17./18. Jahrhundert, Wirtschaftsteil mit Gitterbundwerk, Mitte 19. Jahrhundert.                                                     | D-1-83-136-36  | BW                      |
| Obermörmoosen 7 (Standort)               | Wohnstallhaus des Vierseithofes               | zweigeschossiger Massivbau, hofseitig mit Traufschrot sowie Bohlenwand und Bundwerk am Wirtschaftsteil, bezeichnet mit dem Jahr 1857; Stadel mit Bohlen-Bundwerk, gleichzeitig.                       | D-1-83-136-48  | BW                      |
| Obermörmoosen 8 (Standort)               | Wohnstallhaus des Vierseithofes               | stattlicher zweigeschossiger Massivbau mit Bohlenwand und Bundwerk am Wirtschaftsteil, zweites Viertel 19. Jahrhundert.                                                                               | D-1-83-136-49  | BW                      |
| Öd 2 (Standort)                          | kleiner Stallstadel mit Bundwerk-Obergeschoss | erste Hälfte 19. Jahrhundert. | D-1-83-136-51  | BW                      |
| Ploier (Standort)                        | Bildstock                                     | gemauert mit Zeltdach, um 1872; ostwärts des Hofes. | D-1-83-136-52  | BW                      |
| Pullach, bei der Pullachmühle (Standort) | Bildstock                                     | gemauert mit vergitterter Nische, erste Hälfte 19. Jahrhundert. | D-1-83-136-53  | BW                      |
| Riegelsberg 1 (Standort)                 | Wohnstallhaus des Vierseithofes               | zweigeschossiger Blockbau, noch 17. Jahrhundert, Dach nachträglich erneuert; Bundwerkstadel, stattlicher, zweitenniger Bau mit Bohlenwand und großen Andreaskreuzen, drittes Viertel 19. Jahrhundert. | D-1-83-136-54  | BW                      |
| Unterflossing 15 (Standort)              | Ehemaliges Bauernhaus                         | Blockbau-Obergeschoss mit kleinen Fensterluken, 16./17. Jahrhundert, im frühen 20. Jahrhundert zum landwirtschaftlichen Nebengebäude umgebaut.                                                        | D-1-83-136-56  | BW                      |
| Unterflossing 23 (Standort)              | Kapelle                                       | großer Putzbau mit Dachreiter, erbaut um 1845, geweiht 1850; mit Ausstattung. | D-1-83-136-55  | BW                      |
| Weidmooswiesen (Standort)                | Grenzstein Nr. 11 (Nord)                      | des ehemaligen Burgfriedens der Stadt Mühldorf am Inn, gesetzt 1664/65, derzeit nicht am Standort. | D-1-83-128-228 | BW                      |
| Wimöstern (Standort)                     | Bildstock                                     | gemauert mit vergitterter Nische, zweite Hälfte 19. Jahrhundert. | D-1-83-136-60  | BW                      |

## Ehemalige Baudenkmäler
In diesem Abschnitt sind Objekte aufgeführt, die früher einmal in der Denkmalliste eingetragen waren, jetzt aber nicht mehr. Objekte, die in anderem Zusammenhang – also z. B. als Teil eines Baudenkmals – weiter eingetragen sind, sollen hier nicht aufgeführt werden. Aktennummern in diesem Abschnitt sind ehemalige, jetzt nicht mehr gültige Aktennummern.

| Lage                     | Objekt                           | Beschreibung                                                                                           | Akten-Nr.     | Bild |
| ------------------------ | -------------------------------- | --- | ------------- | ---- |
| Holzhausen 1 (Standort)  | Stadel mit Bundwerk-Oberteil     | Mitte 19. Jahrhundert, Erdgeschoss erneuert.                                                           | D-1-83-136-32 | BW   |
| Obermoosham 2 (Standort) | Bundwerkstadel des Vierseithofes | mit Bohlenwand, zweites Viertel 19. Jahrhundert; Stallstadel, mit Bundwerk-Obergeschoss, gleichzeitig. | D-1-83-136-50 | BW   |